# Grewia microthyrsa
Grewia microthyrsa là một loài thực vật có hoa trong họ Cẩm quỳ. Loài này được K.Schum. ex Burret mô tả khoa học đầu tiên năm 1910.